# Johannes Lambertus Adriana van de Snepscheu
Johannes Lambertus Adriana van de Snepscheut (Oosterhout, 12 de setembro de 1953 – 23 de fevereiro de 1994) foi um cientista da computação neerlandês. Foi aluno de Martin Rem e Edsger Dijkstra.
Cedo em 23 de fevereiro de 1994 van de Snepscheut atacou sua mulher Terre ainda dormindo com um machado. Ateou então fogo na casa, onde morreu no incêndio. Terre e seus três filhos conseguiram escapar.